# She Said
She Said ist ein Filmdrama von Maria Schrader, das im Oktober 2022 beim New York Film Festival seine Premiere feierte, im November 2022 in die US-Kinos kam und im Dezember 2022 in Deutschland und in Österreich startete. Der Film basiert auf dem 2019 erschienenen gleichnamigen Sachbuch von Jodi Kantor und Megan Twohey, die auch im Film die Hauptpersonen sind und von Zoe Kazan und Carey Mulligan verkörpert werden. Ein von Kantor und Twohey Anfang Oktober 2017 veröffentlichter Enthüllungsartikel hatte den Hollywoodmogul Harvey Weinstein zu Fall und die #MeToo-Bewegung ins Rollen gebracht.

## Handlung
Nachdem die New York Times im Jahr 2017 über sexuelle Belästigung durch den Fox-News-Moderator Bill O’Reilly berichtete und der Artikel dessen sofortige Entlassung zur Folge hatte, beschließt die Herausgeberin Rebecca Corbett, die gesamte Unterhaltungsbranche weiter unter die Lupe zu nehmen. Die Investigativjournalistin Jodi Kantor stößt daraufhin schon bald auf Missbrauchs-Anschuldigungen der Schauspielerinnen Rose McGowan und Ashley Judd gegen den Hollywood-Produzenten Harvey Weinstein und beginnt mit einer Recherche.
Als die Untersuchungen umfangreicher werden und sich Vorwürfe verdichten, holt Kantor ihre Kollegin Megan Twohey mit an Bord, die zuvor bereits eine ähnliche Recherche über Donald Trump veröffentlichte und nach einer Schwangerschaftspause wieder arbeiten möchte. Beide Journalistinnen kontaktieren vor allem Schauspielerinnen, die am Anfang ihrer Karrieren mit Weinstein zu tun hatten, und ehemalige Mitarbeiterinnen von dessen Produktionsfirma Miramax. Viele Betroffene geben zu, von Weinstein in der Vergangenheit sexuell belästigt oder sogar missbraucht worden zu sein, wollen aber keinesfalls zitiert oder namentlich genannt werden, da sie negative Folgen für ihre eigenen Karrieren befürchten oder gegen Geld sogenannte Non-Disclosure Agreements (NDA) unterzeichnet haben.
Kantor und Twohey offenbart sich das Bild einer Filmbranche, die offen von Weinsteins Missbrauch gewusst und es bewusst vertuscht zu haben scheint. Der Filmproduzent nutzte seine Machtposition gegenüber angehenden Schauspielerinnen und Angestellten über Jahrzehnte hinweg aus, ehe er sie über seine Anwälte mit Geheimhaltungsverträgen mundtot machte. Ermittlungen gegen ihn wurden aufgrund seiner guten Kontakte unverzüglich eingestellt und Weinsteins Verhalten als problemhaft, aber nicht illegal dargestellt.
Da Weinstein von der Recherche erfahren hat, kommt es zu einem Treffen mit seinem Vertreter Lanny Davis. Dieser gibt die Existenz der Geheimhaltungsverträge offen zu, fordert allerdings die sofortige Einstellung der Recherche und deutet an, dass man sich auch mit dem New Yorker finanziell einigen konnte, um die Geschichte nicht an die Öffentlichkeit zu bringen. Um eine Person zu finden, die offen und legal über die NDAs sprechen darf, kontaktiert Kantor Irwin Reiter, einen ehemaligen Buchhalter von Weinstein. Dieser zeigt sich von der Tragweite der Vorwürfe erschüttert und überlässt der Journalistin ein internes Memo von Miramax, mit dem die Missbrauchsvorwürfe belegt werden können.
Kantor und Twohey kontaktieren Weinstein und bitten ihn um eine Stellungnahme. Dieser streitet zunächst alle Vorwürfe ab, fordert vehement die namentliche Nennung der anonymen Quellen, spricht von Diskreditierung und gibt an, vorerst eine Auszeit von der Weinstein Company zu nehmen. Wenig später melden sich Ashley Judd und die ehemalige Produktionsassistentin Laura Madden bei den Journalistinnen und willigen ein, namentlich im Artikel genannt und zitiert werden zu dürfen, um den Spuk endlich zu beenden. Die Recherche wird von der New York Times im Oktober 2017 veröffentlicht und löst in der Gesellschaft den Weinstein-Skandal sowie die MeToo-Bewegung aus.

## Hintergrund
Der Film basiert auf dem Sachbuch She Said – Breaking the Sexual Harassment Story That Helped Ignite a Movement von Jodi Kantor und Megan Twohey, das im Jahr 2019 bei Penguin Press veröffentlicht wurde.
Die beiden Journalistinnen der New York Times hatten den Weinstein-Skandal aufgedeckt und mit ihren Berichten im Oktober 2017 die #MeToo-Bewegung ausgelöst. In einer Reihe von Artikeln machten sie die Vorwürfe mehrerer Frauen gegen den Filmproduzenten Harvey Weinstein wegen sexueller Belästigungen und Übergriffe öffentlich. Als sie mit ihren Recherchen begonnen hatten, war sein Name noch immer ein Synonym für Macht. In monatelangen vertraulichen Interviews mit erfolgreichen Schauspielerinnen, ehemaligen Weinstein-Mitarbeitern und anderen Quellen wurde auch die Praxis von Geheimhaltungsvereinbarungen enthüllt. Weinstein beauftragte in Folge ein Team von hochrangigen Anwälten und Privatdetektiven, um die Berichterstattung zu verhindern. Die Veröffentlichung des Artikels ließ Weinstein, der bis dahin unantastbar gewesen war, zu einer fast symbolischen Figur für Machtmissbrauch werden.
Kantor und Twohey wurden für ihre investigative Arbeit 2018 mit dem Pulitzer-Preis in der Kategorie Dienst an der Öffentlichkeit ausgezeichnet.

## Produktion

### Regie und Drehbuch
„Ich finde es fantastisch, dass wir unseren Film in dem Moment enden lassen, in dem der Artikel veröffentlicht wird. Der Rest ist Geschichte. Alles, was danach passiert, haben wir erlebt und miterlebt. Hier geht es aber darum, wer diese beiden Journalistinnen sind. Wer sind Megan Twohey und Jodi Kantor?“

Das Buch wurde von Rebecca Lenkiewicz für den Film adaptiert. Sie hatte die Zusammenarbeit mit Kantor und Twohey begonnen, bevor sie ihr Buch las, und von den beiden Journalistinnen nach und nach dessen einzelne Kapitel erhalten. Neben Kantor und Twohey traf Lenkiewicz drei Frauen, die unterschiedliche Erfahrungen mit Weinstein gemacht hatten. Basierend auf dem Material, das ihr Kantor und Twohey zur Verfügung stellten, und den Schilderungen aus den geführten Gesprächen, schrieb Lenkiewicz das Drehbuch und erfand zudem einige Szenen hinzu. Kurz nach Lenkiewicz kam Maria Schrader als Regisseurin zu dem Projekt. Dies geschah, bevor Universal als Studiopartner bekannt wurde. In Lenkiewicz’ Drehbuch für den Film Ungehorsam wurde eine ähnliche Geschichte aus derselben Welt erzählt, wie in Schraders Miniserie Unorthodox.  Nach den Filmen Liebesleben, Vor der Morgenröte und Ich bin dein Mensch handelt es sich um die erste US-Produktion, bei der Schrader Regie führte.
Schrader hatte die Enthüllungen um Harvey Weinstein ziemlich unmittelbar miterlebt. Im Zuge der Veröffentlichung sei etwas passiert, was man eine gesellschaftliche Bewegung, eine Veränderung nennen könne: „Es wurde plötzlich gesprochen, es begannen Debatten, und zwar so lautstark, dass ich als jemand, der im Alter von 16 Jahren angefangen hat, Schauspielerin zu sein, genauso wie viele andere Menschen der Gesellschaft, Frauen wie Männer, meine eigenen Erlebnisse die letzten Jahrzehnte hindurch überdacht habe.“
Kantor und Twohey erklärten über den fertigen Film, dieser zeige viel von dem, was sie während ihrer Recherchen über Weinstein gemeinsam erlebten, auch wie sie als Kolleginnen zusammenwuchsen, sich zwischen ihnen eine Verbindung entwickelte und außerdem einige persönliche Dinge, von denen sie zuvor nicht erzählt hatten. Sie hoffen, dass der Film dazu beitragen wird, die investigative Arbeit von Journalisten mehr zu würdigen und die Menschen darin bestärkt, die Wahrheit zu sagen. Kurz vor der Premiere des Films wurde der zweite Prozess gegen Harvey Weinstein begonnen. In diesem steht er wegen elf neuen Anklagepunkten gegen fünf Frauen vor Gericht, die ihm unter anderem Vergewaltigung vorwerfen.
Schrader erklärte, in ihrem Film habe man es mit zwei Frauen zu tun, die mit beiden Beinen im Arbeitsleben stehen, fest verankert in der Normalität und mit Familienleben und privaten Nöten. Sie habe im Film versucht zu zeigen, wer Megan Twohey und Jodi Kantor eigentlich sind. Auch ging es ihr darum zu zeigen, was es bedeutet hat, in den 1990ern als Frau in patriarchalen Strukturen aufzuwachsen und zu arbeiten.

### Besetzung und Dreharbeiten
Die US-Amerikanerin Zoe Kazan und die Britin Carey Mulligan spielen Jodi Kantor und Megan Twohey. Andre Braugher spielt Dean Baquet, der seit 2014 Chefredakteur der New York Times ist. Patricia Clarkson spielt die ebenfalls für die New York Times tätige Investigativjournalistin Rebecca Corbett, die Kantor und Twohey zusammenbringt und an der Sache arbeiten lässt. Die Britin Samantha Morton spielt die Weinstein-Whistleblowerin und Gründerin der Aktion Can’t Buy My Silence Zelda Perkins. Angela Yeoh ist in der Rolle von Perkins Assistentin Rowena Chiu zu sehen. Jennifer Ehle spielt Laura Madden, eine ehemalige Miramax-Angestellte, die von Weinstein in einem Hotelzimmer sexuell bedrängt wurde. Die Schauspielerin Ashley Judd, die in den Weinstein-Skandal involviert war, spielt sich selbst. In weiteren Rollen sind Tom Pelphrey, Adam Shapiro und Sean Cullen zu sehen.
Weinstein selbst ist im Film nicht oder nicht vollständig zu sehen und wird dann von Mike Houston gespielt. Er wird als wütende Stimme am Telefon und später als massige, gesichtslose Gestalt dargestellt, die Twohey anstarrt. In Szenen, in denen er eigentlich eine Rolle spielt, so bei Aufnahmen in Hotelzimmern, wurden die Personen aus den Tableaus entfernt und was dort geschehen ist durch Objekte und andere Platzhalter angedeutet/nacherzählt.
Die Dreharbeiten fanden ab Sommer 2021 in New York statt. Das Gebäude der New York Times stand in dieser Zeit nahezu leer, da die meisten Mitarbeiter Coronavirus-bedingt von zu Hause aus arbeiteten. Dies ermöglichte es Schrader, in den Redaktionsräumen der New York Times zu drehen. Die Regisseurin war mit der Stadt sehr vertraut und drehte dort bereits zuvor. Als Kamerafrau fungierte die Argentinierin Natasha Braier, die zuletzt für die Filme Gloria – Das Leben wartet nicht von Sebastián Lelio und Honey Boy von Alma Har'el arbeitete.

### Filmmusik, Marketing und Veröffentlichung

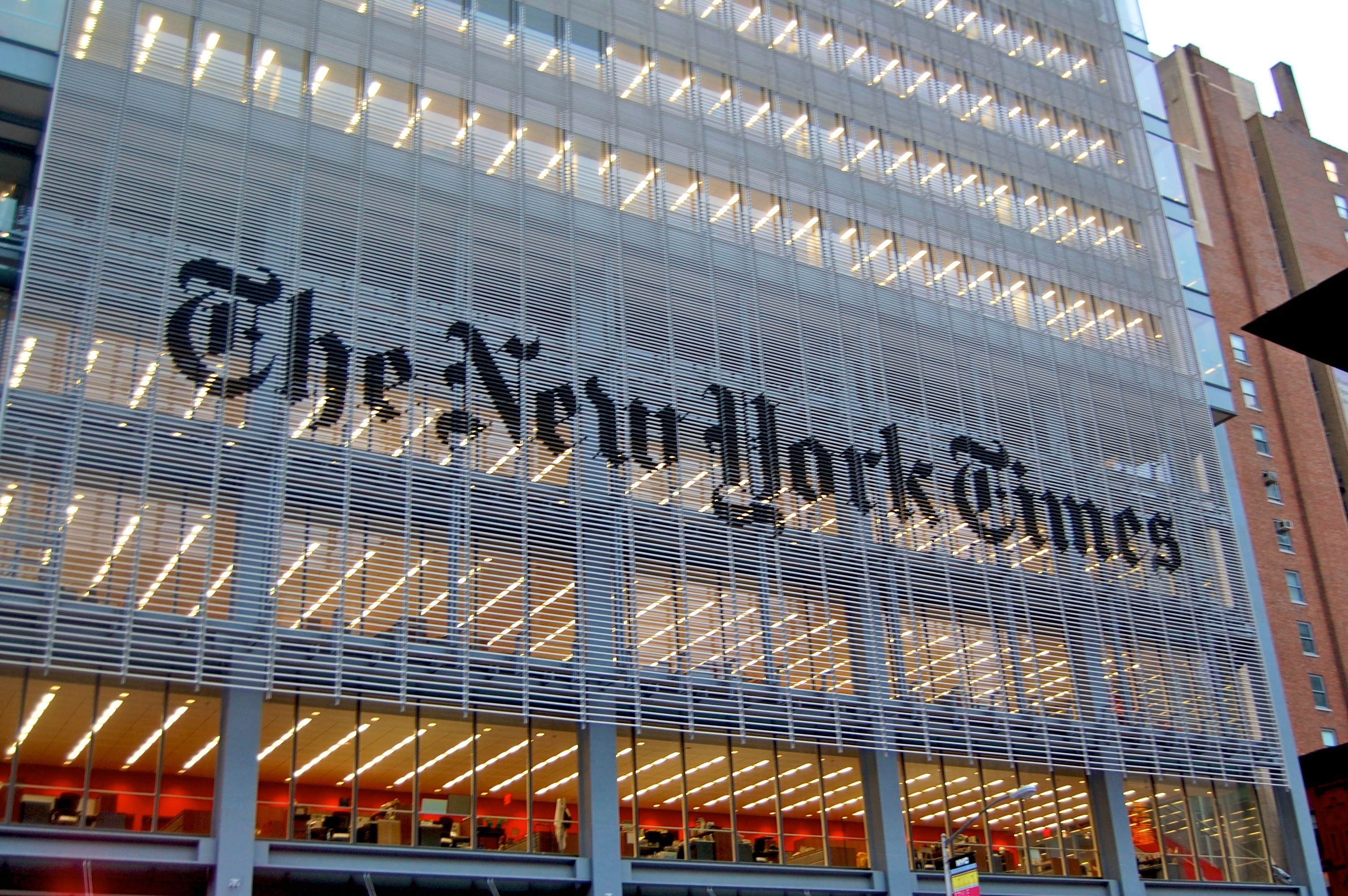
Das Gebäude der New York Times stand während der Dreharbeiten im Sommer 2021 nahezu leer

Die Filmmusik komponierte Nicholas Britell, der in der Vergangenheit für die meisten Film- und Serienprojekte von Barry Jenkins verantwortlich zeichnete und zuletzt für Adam McKays Schwarze Komödie Don’t Look Up tätig war. Das Soundtrack-Album mit insgesamt 20 Musikstücken wurde am 18. November 2022 von Back Lot Music als Download veröffentlicht.
Der erste Trailer wurde im April 2022 bei der CinemaCon vorgestellt und Mitte Juli 2022 veröffentlicht. Die Weltpremiere erfolgte am 13. Oktober 2022 beim New York Film Festival. Zu dieser Zeit wurde der erste deutsche Trailer vorgestellt. Ebenfalls Anfang Oktober 2022 wurde She Said beim London Film Festival vorgestellt. Am 30. Oktober 2022 wurde er als Abschlussfilm des Montclair Film Festival gezeigt. Im November 2022 wurde er beim Tallinn Black Nights Film Festival und beim AFI Fest gezeigt. Der Start in den US-Kinos erfolgte am 18. November 2022. Die Deutschlandpremiere des Films fand Ende November 2022 im Berliner Kino International statt. Am 8. Dezember 2022 kam der Film in die deutschen und österreichischen Kinos.

## Rezeption

### Altersfreigabe
In den USA erhielt der Film von der MPAA ein R-Rating, was einer Freigabe ab 17 Jahren entspricht. In Deutschland wurde der Film von der FSK ab 12 Jahren freigegeben. In der Freigabebegründung heißt es, der insgesamt eher ruhig inszenierte Film enthalte zahlreiche detaillierte Schilderungen sexueller Übergriffe. Diese Szenen entwickelten zwar eine emotionale Intensität, doch Kinder und Jugendliche ab 12 Jahren seien aufgrund ihres psychosozialen Entwicklungsstands in der Lage, sie in den Kontext des kritischen Films einzuordnen und angemessen zu verarbeiten. Gleiches gelte auch für Bedrohungen, Suizidgedanken und massive Beleidigungen, zu denen es im Zusammenhang mit den Übergriffen und den journalistischen Recherchen kommt. Diese Szenen seien schlüssig in die Dramaturgie eingebunden.

### Kritiken und Einspielergebnis
Von den bei Rotten Tomatoes aufgeführten Kritiken sind 88 Prozent positiv bei einer durchschnittlichen Bewertung mit 7,4 von 10 möglichen Punkten. Auf Metacritic erhielt der Film einen Metascore von 74 von 100 möglichen Punkten.
Adrian Horton vom Guardian schreibt, Regisseurin Maria Schrader und Drehbuchautorin Rebecca Lenkiewicz hätten einen einfühlsamen und emotional klugen Film geschaffen, der seinem Quellenmaterial treu bleibt. Lenkiewiczs halte sich bei ihrer Adaption größtenteils an die Chronologie der Ermittlungen im Buch, wie die erfahrene Journalistin Kantor sexuelle Belästigungen am Arbeitsplatz erlebt, wie sie auf Rose McGowans Geschichte über eine Vergewaltigung durch Harvey Weinstein aufmerksam wird und wie sie sich mit Twohey zusammentut. Wie das Buch erzähle auch She Said von all den Hindernissen, Sackgassen und Ungewissheiten, die sich bei den Recherchen aufgetan hatten und den Zweifel der Journalistinnen an ihrer Arbeit. Insbesondere Momente, in denen die ehemaligen Weinstein-Assistentinnen Zelda Perkins und Rowena Chiu und die von diesem bedrängte Laura Madden den Zuschauer an ihren Erinnerungen teilhaben lassen, seien ein Schlag in die Magengrube. In Verbindung mit Rückblicken/-blenden auf ihr jüngeres, unverletztes Selbst vermittelten die drei Aufführungen Beklommenheit, Angst und Scham, was so weder durch das Buch noch durch die Nachrichten jemals hätte vermittelt werden können. Eine zugrunde liegende Botschaft des Films sei die Stärke, die die Frauen durch das gemeinsame Erzählen von ihren Erlebnissen und ihre Solidarität erreichten, auch dass es für die Arbeit von Kantor und Twohey besser war, als die beiden Journalistinnen ihre Kräfte bündelten. In seinen stärkeren Momenten erinnere She Said an den Film The Assistant von Kitty Green aus dem Jahr 2019, in dem die Protagonistin in einer Produktionsfirma, ganz ähnlich der von Weinstein, tätig war.
Thomas Schultze schreibt bei Blickpunkt:Film, die Macher des Films ließen Jodi Kantor und Megan Twohey keine klischeehaften Journalistinnen sein, die für ihren Beruf alles opfern, sondern Frauen, die damit kämpfen, Beruf und Privatleben in Einklang zu bringen, zwei Reporterinnen, die auch Mütter sind, Ehefrauen, die eingebunden sind in ein Leben diesseits ihrer Ermittlungen. Das erde sie, das erde auch den Film und mache ihre Arbeit so wichtig, weil She Said den Kampf um Wahrheit und das Aufdecken von Machtmissbrauch nicht als hehres Ideal im luftleeren Raum begreife, sondern mit Leben und Alltag füllt. Der Film höre den Frauen zu, er sehe den Frauen zu, und er lasse die Frauen erzählen.
Michael Meyns schreibt in seiner Funktion als Filmkorrespondent der Gilde deutscher Filmkunsttheater, Schrader habe den Film meist extrem kleinteilig inszeniert und nur durch Ortswechsel werde das zwangsläufig Repetitive des Geschehens bemüht aufgebrochen. Dabei wäre das gar nicht nötig gewesen, denn gerade dann, wenn sich She Said auf die Erzählungen von Weinsteins Opfern konzentriert, gelinge es Schrader anzudeuten, welche Macht Weinstein in Hollywood ausübte, wie er seine Position nutzte und missbrauchte, um viel zu lange mit seinen Taten durchzukommen.
Von der Deutschen Film- und Medienbewertung wurde She Said mit dem Prädikat Besonders wertvoll versehen.
Die weltweiten Einnahmen des Films aus Kinovorführungen belaufen sich auf 12,8 Millionen US-Dollar. In Deutschland verzeichnete der Film 153.173 Besucher.

### Von den Schwierigkeiten des Investigativjournalismus

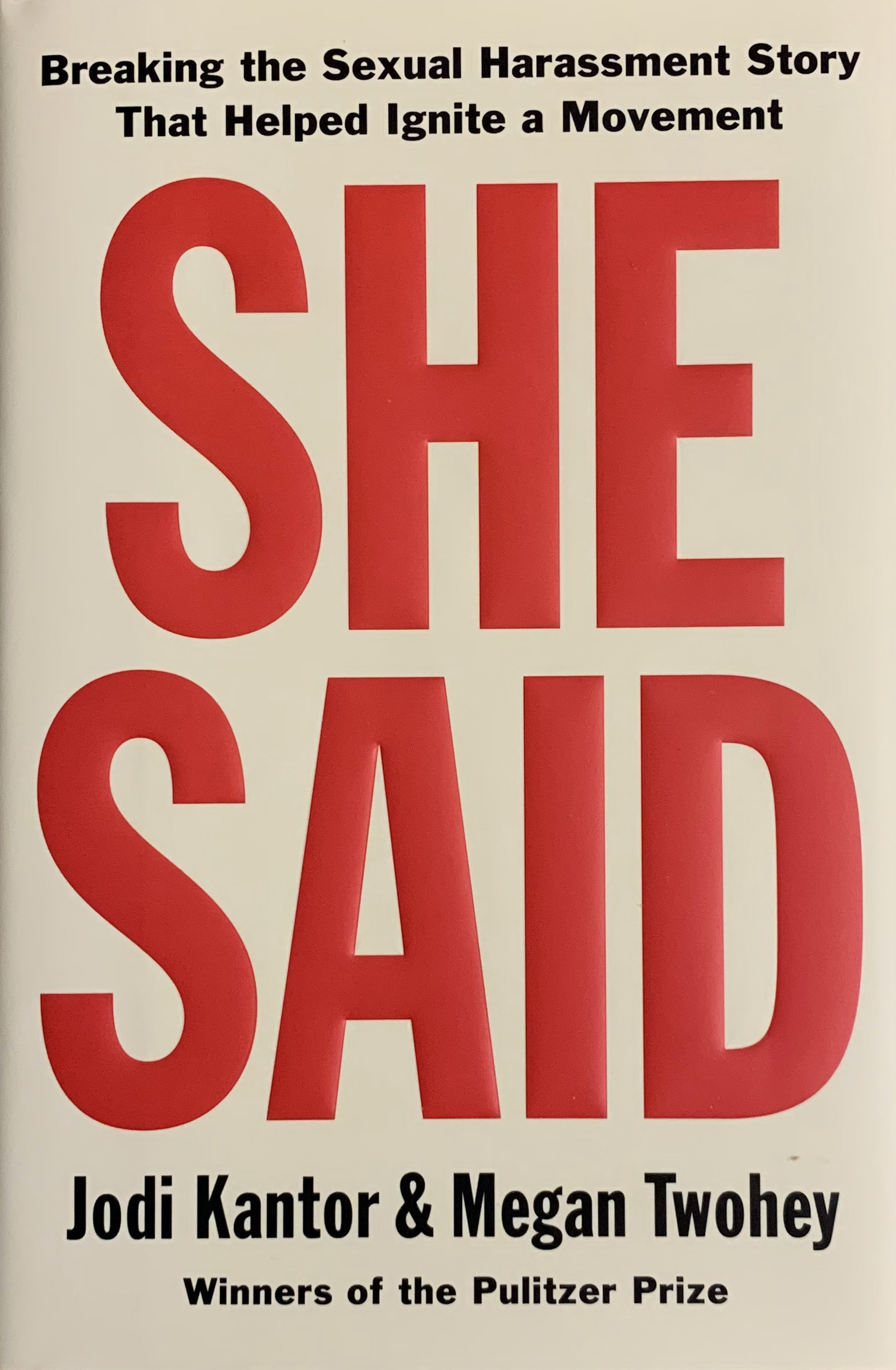
Der Film basiert auf einem Buch von Kantor und Twohey

Marina Fang schreibt in der Huffpost, She Said reihe sich in das Pantheon großer Filme über Journalismus ein, von All the President’s Men über Broadcast News bis hin zu Spotlight: „Sie alle finden die richtige Balance, die Arbeit von Journalisten auf fesselnde Weise zu zeigen, ohne sich zu viele Freiheiten zu nehmen, um die Geschichte visuell interessant zu machen.“ She Said sei jedoch zu einer Zeit gekommen, in der Desinformation und das Misstrauen gegenüber den Medien auf ein besonders besorgniserregendes Niveau gestiegen seien. So habe es vielleicht noch nie einen wichtigeren Zeitpunkt für Nachrichtenkonsumenten gegeben, um daran erinnert zu werden, was es braucht, um über solche Geschichten zu berichten. Der Film könne viel mehr Menschen erreichen, als es Kantor und Twohey über Interviews oder mit ihrem Buch geschafft haben, in dem sie den ganzen Berichterstattungsprozess, ausführlich beschrieben, und so auch dienlich sein, ein Verständnis der Öffentlichkeit und eine Medienkompetenz aufzubauen. She Said veranschauliche auch die Arbeitskraft und Zeit und die ganze Maschinerie von Menschen, die es oft braucht, um über große Geschichten zu berichten, von den Reportern über ein Team von Redakteuren bis hin zu den Anwälten, die die Nachrichtenredaktionen unterstützen. Es erfordere oft viel Arbeit und Zeit, die Details einer Geschichte zu überprüfen, bevor sie veröffentlicht wird, wie Herausgeberin Rebecca Corbett in She Said öfter mahnt, und dies oft doppelt und dreifach.

### Auszeichnungen
Vom American Film Institute wurde She Said in die Top Ten der Filme des Jahres 2022 aufgenommen. Im Rahmen der Oscarverleihung 2023 befand sich Nicholas Britells Arbeit in einer Shortlist für die Kategorie Beste Filmmusik. Im Rahmen der Verleihung der British Academy Film Awards 2023 befand sich der Film in den Longlists in den Kategorien Beste Regie, Bestes adaptiertes Drehbuch und Carey Mulligan als Beste Nebendarstellerin. Im Folgenden weitere Auszeichnungen und Nominierungen.
Alliance of Women Film Journalists Awards 2023
- Nominierung für das Beste adaptierte Drehbuch (Rebecca Lenkiewicz)
- Nominierung als Beste Drehbuchautorin (Rebecca Lenkiewicz)
- Nominierung als Beste Regisseurin (Maria Schrader)[48]

British Academy Film Awards 2023
- Nominierung für das Beste adaptierte Drehbuch (Rebecca Lenkiewicz)
- Nominierung als Beste Nebendarstellerin (Carey Mulligan)

Critics’ Choice Movie Awards 2023
- Nominierung für das Beste adaptierte Drehbuch (Rebecca Lenkiewicz)[49]

Golden Globe Awards 2023
- Nominierung als Beste Nebendarstellerin (Carey Mulligan)

Hollywood Music In Media Awards 2022
- Nominierung für die Beste Filmmusik (Nicholas Britell)[50]

Miami Film Festival 2022
- Second runner-up beim Publikumspreis[51]

Montclair Film Festival 2022
- Auszeichnung mit dem David Carr Award (Maria Schrader)[52]

Online Film Critics Society Awards 2023
- Nominierung für das Beste adaptierte Drehbuch (Rebecca Lenkiewicz)[53]

Romyverleihung 2023
- Sonderpreis der Jury (Maria Schrader, Megan Twohey und Jodi Kantor)[54]

Satellite Awards 2022
- Nominierung für das Beste adaptierte Drehbuch (Rebecca Lenkiewicz)[55]

USC Scripter Awards 2023
- Nominierung für die Beste Adaption – Film (Rebecca Lenkiewicz)[56]

Writers Guild of America Awards 2023
- Auszeichnung mit dem Paul Selvin Award für das Beste adaptierte Drehbuch (Rebecca Lenkiewicz)[57]

## Synchronisation
Die deutsche Synchronisation entstand nach einem Dialogbuch und der Dialogregie von Nana Spier im Auftrag der FFS Film- & Fernseh-Synchron GmbH, Berlin.
| Rolle           | Darsteller        | Synchronsprecher   |
| --------------- | ----------------- | ------------------ |
| Megan Twohey    | Carey Mulligan    | Maria Koschny      |
| Jodi Kantor     | Zoe Kazan         | Janin Stenzel      |
| Rebecca Corbett | Patricia Clarkson | Sabine Falkenberg  |
| Andrew Cheung   | Edward Astor Chin | Bernd Egger        |
| Irwin Reiter    | Zach Grenier      | Lutz Schnell       |
| Laura Madden    | Jennifer Ehle     | Katharina Spiering |
| Zelda Perkins   | Samantha Morton   | Aline Staskowiak   |